# Arabella Goddard

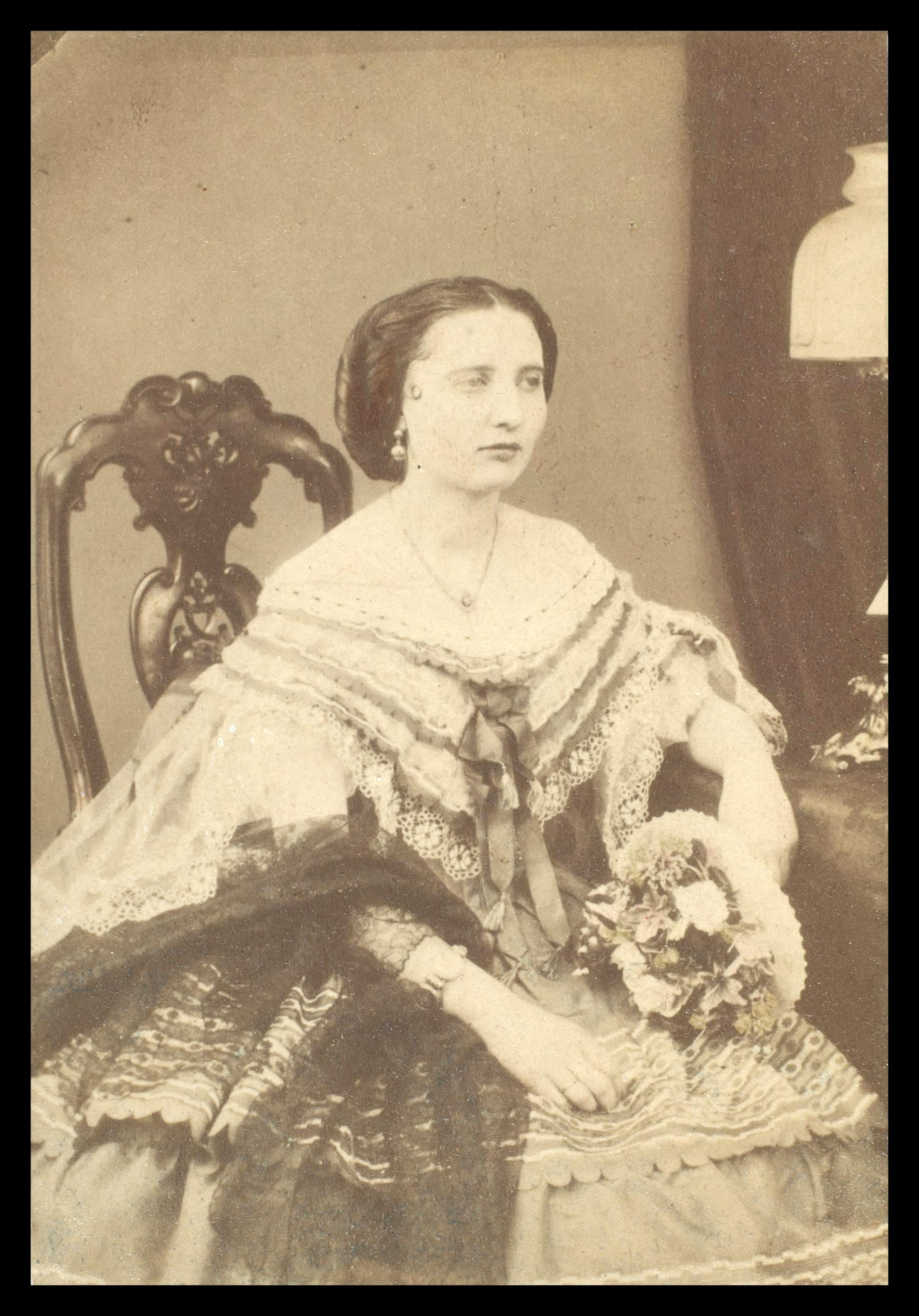
Arabella Goddard, vers 1860.

Arabella Goddard, née le 12 janvier 1836 à Saint-Servan-Sur-Mer et morte le 6 avril 1922 à Boulogne-sur-Mer, est une pianiste et compositrice anglaise née en France.

## Biographie
Elle est née en France. Ses parents, Thomas Goddard, un héritier d'une coutellerie de Salisbury, et Arabella née Ingles, font partie de la communauté anglophone des expatriés vivant à Saint-Servan, près de Saint-Malo en Bretagne. Elle reste très fière de ses racines françaises toute sa vie, et agrémente sa conversation avec des phrases en français.
Arabella a une sœur aînée, Anne (1827-1907) qui est la première professeure de piano française de la petite Arabella. Elle a un peu plus de quatre ans lorsqu'elle parait en public dans un concert de charité, où elle exécute avec succès une fantaisie sur des motifs du Don Giovanni de Mozart. À l'âge de six ans, elle est envoyée à Paris pour étudier avec Friedrich Kalkbrenner. Après deux ou trois années d'études, la jeune Arabella se fait entendre en public, dans un concerto de Hummel. Elle est fêtée comme une enfant prodige, et joue pour la famille royale française en 1845, pour Frédéric Chopin et George Sand. En 1848, ses parents l’emmènent à Londres, où elle développe son talent sous la direction de Lucy Anderson, pianiste de la reine, appelée à jouer devant la Reine Victoria et le prince Albert, qui sont charmés par son talent précoce,. Sa famille connaît des problèmes financiers au cours de la révolution de 1848 et retourne en Angleterre où Arabella prend d'autres leçons avec Lucy Anderson et Sigismund Thalberg qui s'en montre particulièrement lier, puis s'adonne à l'étude de la grande musique classique et va faire un voyage en Allemagne pour se perfectionner. De retour en Angleterre, Arabella Goddard suit un cours d'harmonie et de composition avec George Alexander Macfarren, et commence sa brillante carrière de virtuose. Après avoir achevé son éducation musicale sous la direction de Thalberg, elle se produit, d'une manière sérieuse, en public dans une matinée donnée par son père à sa propre résidence, le 30 mars 1850, et debute aux grands Concerts nationaux, en octobre suivant, exécutant une fantaisie intitulée L'Elisire, et La Tarentella de Thalberg avec un très vif succès. Elle fait sa première apparition en public en 1850, sous la direction du chef d'orchestre Michael William Balfe, lors d'un grand concert au Her Majesty's Theatre.
Thalberg l'envoie pour être instruite par James William Davison (en), l'influent, mais farouchement conservateur, critique musical en chef duTimes, excellent pédagogue et connaisseur de Bach et de Beethoven. Elle fait ses débuts officiels le 14 avril 1853, avec la sonate pour piano nº 29 de Beethoven, pour sa première représentation en Angleterre. Elle obtient un grand succès en 1853 en jouant dans une séance de la nouvelle Société Philharmonique, un concerto inédit de Sterndale Bennett. Depuis lors, Arabella Goddard ne cesse de se faire entendre à Londres et dans tes grandes villes de l'Angleterre, prenant une part active à toutes les grandes solennités musicales, et prodiguant son talent en toutes circonstances. Elle n'obtient pas moins de succès dans les voyages qu'elle fait sur le continent, en se faisant entendre successivement à Paris, Leipzig, Berlin, Vienne, Florence et un grand nombre d'autres villes.
Elle passe l'année 1854 et 1855, en Allemagne et en Italie. Elle joue lors d'un concert à la Gewandhaus de Leipzig où elle est reçue très favorablement par la critique allemande. Le grand pianiste et compositeur tchèque Ignaz Moscheles l'entend à Leipzig en 1854 et déclare, « Arabella Goddard domine les énormes difficultés avec une grâce parfaite et le contentement, son ton est clair comme la cloche. »
Elle est l'une des premières pianistes à jouer les récitals de mémoire, bien que la partition de son concerto soit en face d'elle.
Arabella Goddard retourne en Angleterre et donne des concerts avec la Royal Philharmonic Society, au Crystal Palace, et au Monday Popular Concerts. En 1857 et 1858, elle  joue toutes les dernières sonates de Beethoven à Londres, dont la plupart sont encore des nouveautés pour son public, et aussi de nombreuses autres œuvres dont un concert d'Ignaz Moscheles au Crystal Palace à Londres.
En 1859, elle épousé son mentor James William Davison. Elle a 23 ans, et lui 46. Elle conserve en public son nom de jeune fille, dès lors célèbre.
En 1871, elle est dans le premier groupe de récipiendaires de la Médaille d'Or de la Royal Philharmonic Society.
Miss Goddard a fait ses adieux au public anglais à Saint-James Hall, le 11 février 1873 avant de s'embarquer pour une tournée artistique en Australie et en Amérique. De 1873 à 1876, elle effectue une grande tournée, organisée par Robert Sparrow Smythe aux États-Unis, au Canada, en Australie, en Nouvelle-Zélande, en Inde, à Shanghai, à Hong Kong, à Singapour et à Java. En Amérique, les critiques sont moins impressionnés par son jeu de la musique romantique, mais ont beaucoup aimé son jeu classique. Cela est peut-être dû à l'influence de Davidson sur elle car il n'a pas approuvé de compositeur après Mendelssohn. En juin 1874, au cours du  voyage de Java à Townsville, Queensland, Australie, son bateau fait naufrage, et elle doit passer une nuit dans un bateau ouvert sous une pluie torrentielle, avec Charles Blondin, qui arrive aussi pour une tournée en Australie. En octobre 1875, elle apparaît à New York avec Thérèse Tietjens. Elle est de retour en Angleterre en 1876.
De retour en Europe, Arabella Goddard se fait entendre de nouveau à Paris, au mois d'avril 1877.
En Angleterre, George Bernard Shaw est frappé par sa capacité à jouer sans effort la plupart des pièces complexes. Il a décrit Teresa Carreño comme « une deuxième Arabella Goddard ». Elle prend sa retraite en 1880.
Elle est nommée professeur au Royal College of Music en 1883, lors de sa première année de fonctionnement.
Un certain nombre de compositeurs lui ont dédié des morceaux, dont la sonate pour piano en la bémol, Op. 46, La Pucelle d'Orléans, de William Sterndale Bennett. Elle compose elle-même un petit nombre de pièces pour piano, dont une suite de six valses.
Après la naissance de ses deux fils, Henry (1859-1947) et Charles, elle se sépare de son mari, qui meurt en 1885. Son fils Henry, poète, est le modèle de l'œuvre Portrait de Henry Davison (1880) de la peintre Louise Catherine Breslau, tableau exposé au musée d'Orsay. Après son dernier triomphe à Paris en 1900, elle quitte Londres et s'installe à Boulogne-sur-Mer avec sa sœur Anne et son second fils Charles. Anne Goddard est décédée à Boulogne-sur-Mer en 1907 à l'âge de 80 ans. Pendant la Première Guerre mondiale, Arabella Goddard perd trois petits-enfants, les enfants de Henry et une petite-fille. Elle meurt à Boulogne-sur-Mer, le 6 avril 1922, âgée de 86 ans. Son fils Charles a été tué en 1940 à Boulogne-sur-Mer lorsque la maison a été bombardée par les Alliés.